# Skalda Wschodnia
Skalda Wschodnia (niderl. Oosterschelde) – zatoka Morza Północnego, położona u wybrzeży południowo-zachodniej Holandii, w prowincji Zelandia. Ma około 50 km długości. Rozciąga się w kierunku północno-zachodnim przez wyspy delty Renu, Mozy i Skaldy, aż do otwartego Morza Północnego. W przeszłości pełniła funkcję estuarium rzeki Skaldy, a także rzeki Mozy, do czasu zamknięcia połączenia z kanałem Volkerak w 1970 roku przez budowę tamy.

## Geografia
Główny odnoga Skaldy Wschodniej przebiega między wyspami Tholen (na północnym wschodzie), Noord-Beveland (na południowym zachodzie), Schouwen-Duiveland (na północnym zachodzie) oraz dawną wyspą, obecnie półwyspem, Zuid-Beveland. Mniejsze ramię zatoki rozciąga się na północny zachód od wyspy Tholen i łączy się z kanałem Volkerak.

## Znaczenie gospodarcze i przyrodnicze
Skalda Wschodnia jest ważnym obszarem hodowli skorupiaków, w tym małży, ostryg i krewetek. Pełni również istotną rolę jako zimowisko dla gęsi i innych ptaków wędrownych.

## Infrastruktura
W ramach realizacji programu Plan Delta, chroniącego Niderlandy przed powodziami, w 1986 roku ukończono budowę tamy Oosterscheldekering, stanowiącej barierę przeciw sztormowym przypływom. Tama ta przekształciła zatokę w słonowodną strefę pływów.
Dodatkowe budowle hydrotechniczne w regionie to:
- Oesterdam(inne języki) – tama we wschodniej części Skaldy Wschodniej, tworząca słodkowodne jezioro Zoommeer(inne języki), połączone z kanałem Volkerak poprzez kanał Eendracht(inne języki) (będący częścią kanału Skalda-Ren(inne języki));
- Philipsdam(inne języki) – tama na kanale Volkerak, położona na północ od półwyspu Sint Philipsland(inne języki).

Tamy pełnią również funkcję komunikacyjną (drogi) oraz rekreacyjną (tereny wypoczynkowe).
W 1965 roku otwarto nad zatoką most Zeelandbrug o długości 5022 metrów, łączący wyspy Schouwen-Duiveland i Noord-Beveland. 